# Super Mario Bros. 35
Super Mario Bros. 35 est un jeu de plateforme 2D compétitif en ligne avec des éléments de battle royale, un peu dans le style de Tetris 99. Il a été développé par Arika et publié par Nintendo. Il n'est disponible que sur Nintendo Switch en téléchargement gratuit pour les membres du service Nintendo Switch Online. Le jeu est jouable du 1er octobre 2020 jusqu'au 31 mars 2021,. Le jeu a été créé pour célébrer le 35e anniversaire de Super Mario Bros.

## Système de jeu
Trente-cinq joueurs jouent simultanément à travers des niveaux de plate-forme distincts de l'original Super Mario Bros., collectant des pièces et vainquant les ennemis, tout en essayant de survivre le plus longtemps, le dernier joueur encore vivant remportant le match.
Au lieu d'une limite de temps par niveau comme dans Super Mario Bros., Super Mario Bros.35 dispose d'une limite de temps globale, les joueurs commençant par 35 secondes et gagnant du temps supplémentaire en battant des ennemis et en terminant les niveaux. Les ennemis vaincus par les joueurs sont envoyés aux adversaires, apparaissant dans leurs niveaux comme un obstacle supplémentaire pour le joueur. Semblable à Tetris 99, les joueurs peuvent soit cibler manuellement leurs adversaires, soit choisir parmi quatre types d'adversaires à attaquer : les joueurs avec le plus de pièces collectées, les joueurs avec le moins de temps restant, les joueurs qui attaquent le joueur eux-mêmes ou simplement des joueurs aléatoires.
Collecter 20 pièces dans un match permet aux joueurs de faire tourner une roulette d'objets qui offre aux joueurs un bonus aléatoire tel que des super champignons, des étoiles d'invincibilité ou des blocs POW. De plus, en dehors des matchs, les joueurs gagnent des pièces en fonction de leur place dans le classement de fin de partie et s'ils éliminent des adversaires, qui peuvent être utilisées pour aider Mario avant de commencer chaque match. Les joueurs peuvent également pratiquer n'importe quel niveau qu'ils ont terminé dans le mode de jeu principal.

## Développement
Super Mario Bros. 35 a été développé par Arika, commençant avant la sortie du précédent jeu de la société, Tetris 99, en février 2019. Super Mario Bros. 35 a été annoncé le 3 septembre 2020, dans le cadre du 35e anniversaire de Super Mario Bros.. À la suite de l'annonce du jeu, des comparaisons ont été faites entre Super Mario Bros. 35 et Mario Royale, un projet de fan par InfernoPlus que Nintendo avait ordonné de retirer un an auparavant en raison d'une violation du droit d'auteur. Arika a nié avoir cloné le projet, affirmant que le jeu était en développement avant la sortie de Mario Royale. Super Mario Bros. 35 est sorti le 1er octobre gratuitement pour les membres de Nintendo Switch Online; Une semaine après la sortie, le jeu a reçu une mise à jour corrigeant des bugs mineurs et améliorant la stabilité de la connexion,. Pour célébrer Halloween, le mode Special Battle n'avait que des niveaux souterrains et nocturnes du 20 octobre au 2 novembre 2020. Pour la dernière bataille spéciale, qui s'est déroulée du 30 mars au 1er avril, tous les niveaux étaient en circulation. Certains joueurs ont été accusés de piratage pour obtenir 99 999 pièces en une seule partie afin d'obtenir facilement des améliorations, leur permettant de se classer en tête des classements. Nintendo a agi en supprimant les vidéos publiées en ligne montrant un gameplay suspecté de démontrer du piratage,.
Super Mario Bros. 35 a été abandonné le 1er avril 2021. Selon le président de Nintendo of America, Doug Bowser, les produits du 35e anniversaire ont été abandonnés en raison de l'intention de faire de cet anniversaire une célébration unique. Il a considéré le concept comme réussi, mentionnant comment Super Mario 3D All-Stars s'était vendu à plus de 2 millions d'exemplaires dans le laps de temps. Il a déclaré que des événements à durée limitée n'étaient pas prévus comme une stratégie marketing pour les anniversaires futurs. En juin 2021, Hackaday a rapporté qu'un serveur de jeu de rétro-ingénierie avait été mis en place.

## Accueil
Super Mario Bros. 35 a reçu des critiques "globalement favorables", selon le site agrégateur de critiques Metacritic. Le site a calculé une note normalisée de 75/100 basée sur 28 critiques. Le jeu est resté jouable jusqu'au 1er avril, puis a été retiré du Nintendo eShop la veille.
Les critiques ont salué le jeu pour son innovation et son gameplay, tout en critiquant sa répétitivité et sa simplicité. Chris Button de GameSpot a souligné comment le jeu introduisait une nouvelle dimension compétitive à la version classique. Chris Scullion de Nintendo Life a déclaré que le jeu prenait le jeu classique et le "poussait à 11. Kirstin Swalley de Hardcore Gamer a estimé que le concept était créatif et "absurde de la meilleure façon possible". Ethan Gach de Kotaku a apprécié le concept, qualifiant la fin de partie de "véritable défi mortel", mais estimait que la "nouveauté ne durait pas longtemps". Seth Macy d'IGN a réitéré ce dernier sentiment, notant que "la répétition des premiers niveaux dans Super Mario Bros. 35 le rendait définitivement moins super".
Les principales critiques des critiques ont porté sur la répétition des premiers niveaux. Les joueurs commencent avec un seul niveau disponible à jouer et en débloquent davantage tout au long du jeu, obligeant de nombreux joueurs à jouer à nouveau les niveaux initiaux parce que les débutants n'ont pas encore débloqué plus de niveaux. Zachary Cuevas d'iMore a déclaré que la méthode pour débloquer de nouveaux niveaux était peu claire, et Chris Carter de Destructoid a écrit que trop peu de joueurs choisissaient des niveaux différents avant un match, ce qu'il attribue au manque d'un tutoriel intégré dans le jeu. Button a observé que la répétition crée un manque de rythme et peu d'intensité, mais que la Bataille Spéciale était une bonne alternative compétitive.
D'autres critiques mineures proviennent des moments finaux des rounds, où le gameplay aboutit régulièrement à deux joueurs traversant les niveaux dans un test d'endurance du jeu de plateforme standard. Ozzie Mejia de Shacknews a déclaré que les deux derniers joueurs se retrouveraient "dans une impasse après avoir joué les mêmes niveaux encore et encore", mais a apprécié comment le minuteur du jeu accélérerait pour s'adapter à l'instant. Gach pensait que la compétition finale se concentrait uniquement sur le jeu de plateforme standard mais pouvait être difficile pour les joueurs talentueux,. Scullion a déclaré que le jeu allait de l'avant et de l'arrière avec les derniers joueurs jusqu'à ce que quelqu'un gagne. Aubin Gregoire de Jeuxvideo.com a commenté que les batailles face à face pouvaient durer jusqu'à cinq minutes, et le gameplay commençait à tourner en boucle.
Bien que les critiques estimaient que le jeu avait une stratégie complexe, les examinateurs ont trouvé des cas où la difficulté écrasante pouvait être surmontée simplement en utilisant une fleur de feu ou une étoile d'invincibilité. Nadia Oxford d'USgamer a qualifié le jeu d'imprévisible et a aimé comment les ennemis apparaissant de manière aléatoire lui donnaient une nouvelle expérience par rapport à son expérience initiale avec le jeu. Kyle Orland d'Ars Technica croyait que la fleur de feu était trop puissante et rendait le passage à travers de grands groupes d'ennemis trop facile. Il affirmait que certains ennemis, tels que les Bloopers et les Buzzy Beetles, seraient plus gênants, mais étaient des apparitions rares.